# Agostino Chigi

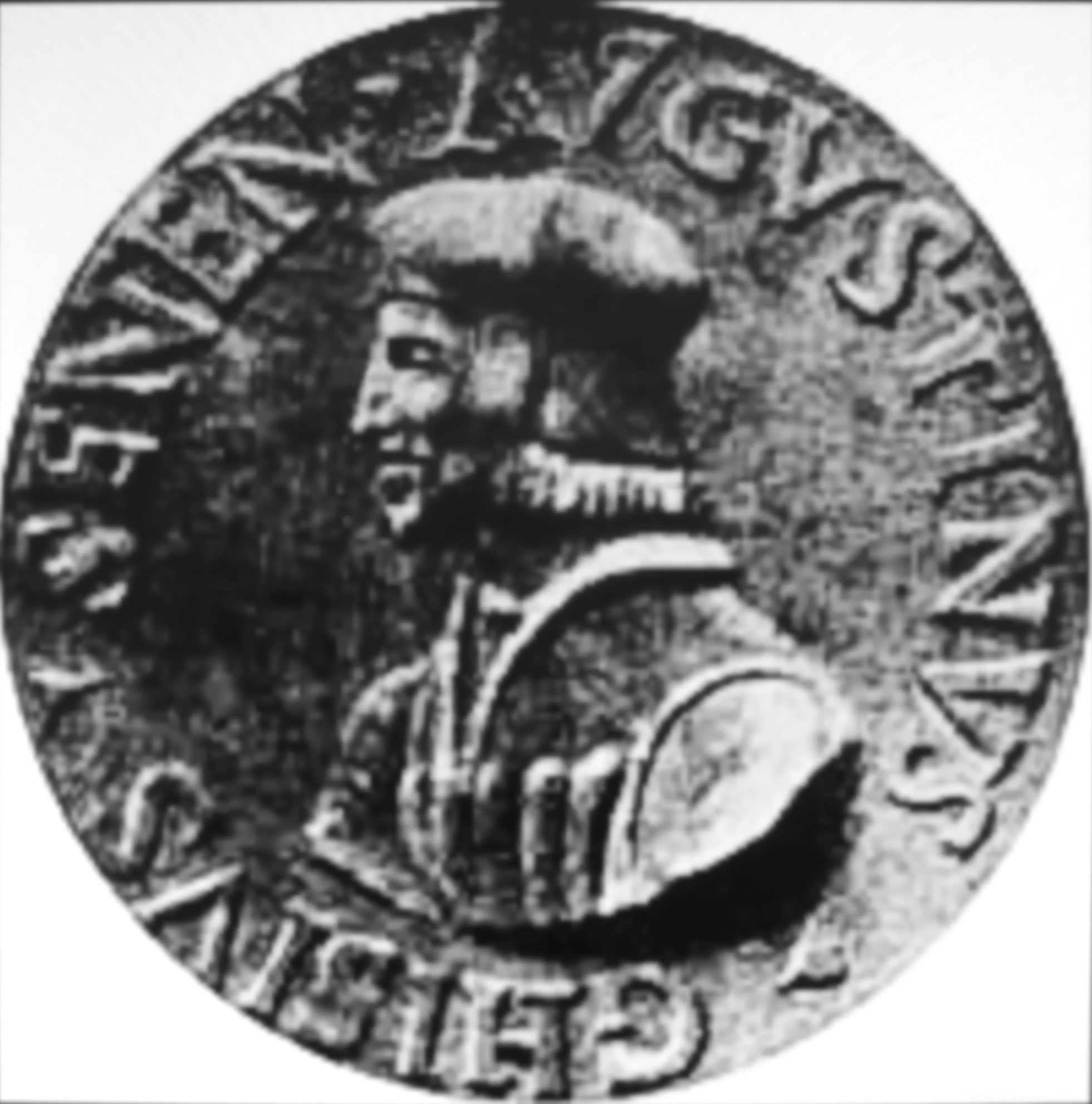
Münze mit Bild des Agostino Chigi

Agostino Chigi, il Magnifico, der Prächtige genannt (* 1. Dezember 1466 in Siena; † 11. April 1520 in Rom) war einer der reichsten Männer der Renaissancezeit, Bankier der Päpste Alexander VI., Julius II. und Leo X., erfolgreicher Unternehmer, Auftraggeber und Mäzen berühmter Künstler und Literaten seiner Zeit wie Raffael, Perugino, Sebastiano del Piombo, Giovanni da Udine, Giulio Romano und Sodoma sowie Pietro Aretino und Egidio Gallo. Sein Leben ist in einer umfangreichen Quellensammlung erhalten, die sein Großneffe Fabio Chigi, der spätere Papst Alexander VII., zur Dokumentation seiner Familiengeschichte zusammengetragen hat. Diese befindet sich heute in der Vatikanischen Apostolischen Bibliothek. Wichtige Verträge und Dokumente der Chigi-Banken sind noch heute im römischen Staatsarchiv aufbewahrt und geben einen Einblick in die Geschäftswelt zu Beginn des 16. Jahrhunderts.

## Herkunft

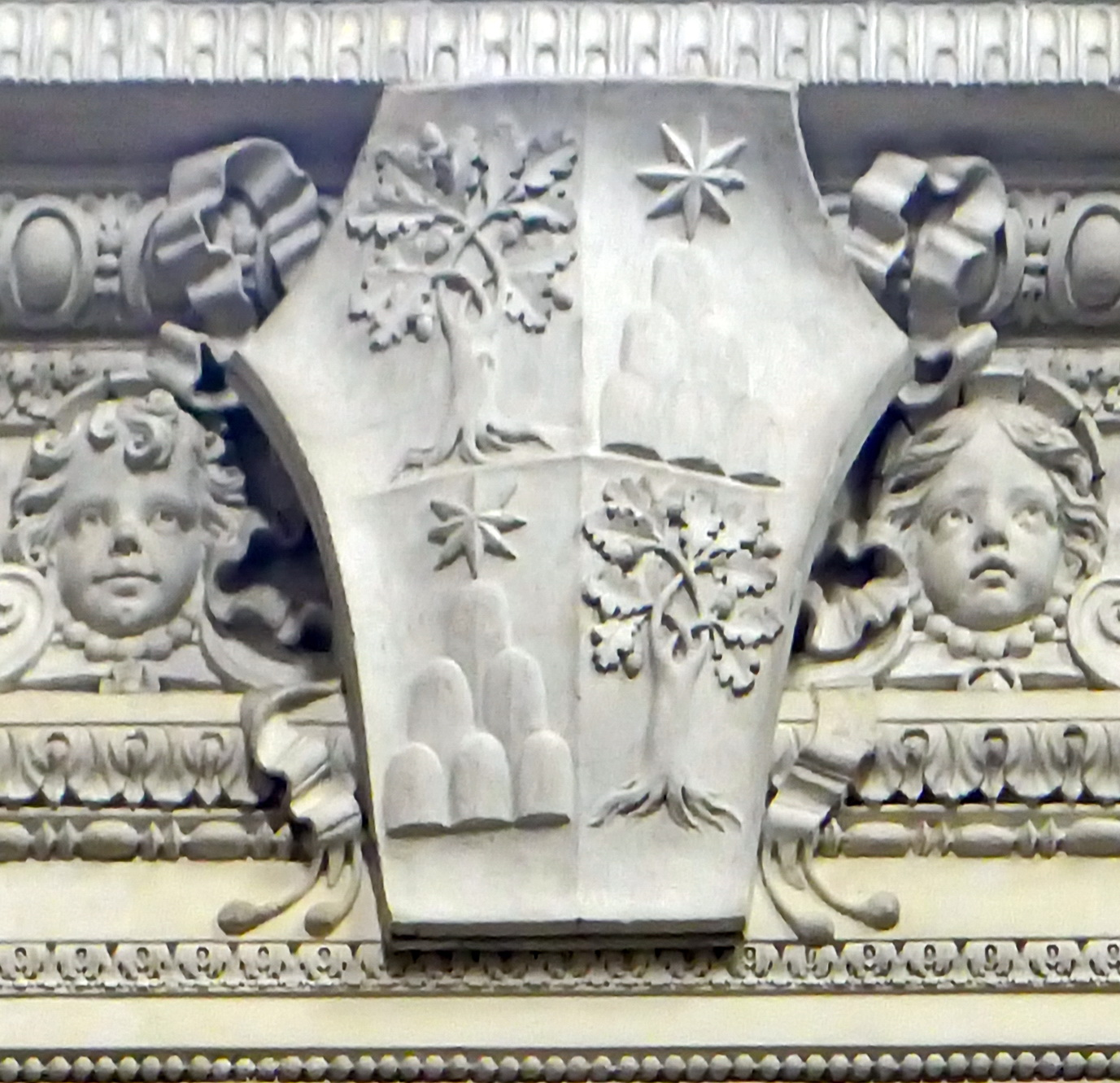
Wappen des Agostino Chigi

Agostino Chigi wurde am 1. Dezember 1466 als Sohn von Mariano Chigi (1439–1504) und Margarita Baldi neben weiteren sieben Kindern in Siena geboren. Die Familie Chigi (in zeitgenössischen Dokumenten und Inschriften oft auch Chisi) ist in Siena seit dem 13. Jahrhundert meist als Händler und Bankiers nachweisbar. Unter Lorenzo Chigi, der 1377 Mitglied des Konsistoriums war, erhielt die Familie den Adelstitel. Sein Großvater Agostino di Nanni hatte 1445 und 1448 führende Ämter der Republik Siena inne und amtierte als ihr Botschafter beim Heiligen Stuhl. Der Aufstieg der Familie setzte sich auch unter seinem Vater fort, der unter Papst Sixtus IV. Bankier in Rom und Mitglied des Sieneser Rates war.

## Bankier der Päpste, Fürsten und Dogen
Chigi absolvierte seine Lehrzeit in den Banken seines Vaters in Siena und Viterbo sowie im römischen Bankhaus Ambrogio Spannocchi. 1486 machte ihn sein Vater zum Teilhaber des sienesischen Bankhauses Ghinucci. 1502 gründete Agostino zusammen mit seinem Vater und dem sienesischen Patrizier Matteo Tommasi eine eigene Bank in Rom. Der Sitz der Bank in der Contrada dei Banchi (heute Teil des Rione Ponte an der Engelsbrücke) umfasste fünf Geschäftslokale. Das in Erbpacht angemietete Haus der Chigi neben der Bank war sein ständiger Wohnsitz, während die ab 1508 erbaute Villa Farnesina in Trastevere überwiegend als Repräsentations-, aber auch als Rückzugsort diente.
Der Geschäftsschwerpunkt richtete sich auf den päpstlichen Hof. Anfänglich war Chigi lediglich einer der vielen „mercatores Romanam Curiam sequentes“ (Händler, die der Römischen Kurie folgten).
Durch eine Papst Alexander VI. angebotene raffinierte Finanzierung von Kornlieferungen, die 1494 eine Hungersnot in Rom verhinderte, erlangte er das Vertrauen dieses Papstes. Die geschäftlichen Beziehungen Chigis mit Alexander VI. und dessen Sohn Cesare Borgia gestalteten sich daraufhin eng; er finanzierte beispielsweise mit einem Kredit von 20.000 Dukaten deren Feldzüge in Norditalien.
Obwohl Julius II., dessen Papstwahl er 1503 mitfinanziert hatte, auf Grund seiner Feindschaft zu den Borgia alle von Alexander VI. geschlossenen Verträge für ungültig erklärt hatte, ließ er die mit Chigi geschlossenen bestehen. Zur Besicherung der Finanzierung der Feldzüge des Papstes wurden ihm alle Salinen des Kirchenstaates verpachtet. Selbst die päpstliche Tiara diente mehrfach als Pfand. Für einen Kredit von 40.000 Golddukaten diente die Mitra Papst Paul II. Chigi festigte unter Julius II. seine geschäftlichen Erfolge, wurde zum finanzkräftigsten Mann seiner Zeit und erlangte eine Reihe von käuflichen Ehrenämtern wie das des päpstlichen Schatzmeisters. 1507 oder 1509 nahm der Papst ihn und seinen Bruder Sigismondo in seine Familie der Della Rovere auf und verlieh ihm das Recht, die Eiche (ital. rovere) auch in seinem Wappen zu führen.
Mit Leo X., dem Medici-Papst, verband ihn eine enge Freundschaft. Er finanzierte unter anderem einen guten Teil der Ausgaben für dessen Papstkrönung. Der Kredit belief sich auf 75.000 Dukaten. Als Pfand erhielt er ein kostbares mit Edelsteinen besetztes Pektorale aus päpstlichem Besitz und später noch eine mit Diamanten besetzte Tiara. Für die feierliche Possessio (Besitzergreifung der Lateranbasilika durch den neugekrönten Papst nach dem vorgeschriebenen Ritual) von Leo X. ließ Chigi 1513 in der Contrada dei Banchi (heute Via die Banchi Vecchi) einen Triumphbogen über die Prozessionsstraße errichten. Der Bogen trug eine Inschrift in goldenen Lettern, die auf Charakteristiken der Päpste Alexander VI., Julius II. und Leo X. hinwiesen: OLIM HABVIT CYPRIS SVA TEMPORA; TEMPORA MAVORS OLIM HABVIT; SVA NVNC TEMPORA PALLAS HABET (Einst hatte die Liebesgöttin ihre Zeit, seine Zeit hatte einst der Kriegsgott; nun hat die Göttin der Weisheit ihre Zeit).
Im Jahr 1497 räumte er dem Herzog von Urbino, Guidobaldo I. da Montefeltro, einen Kredit in Höhe von 111.173 Dukaten ein. Durch die Vergabe eines Kredites über 150.000 Dukaten an die Republik Venedig, als diese im Kampf gegen die Liga von Cambrai dringend Geldmittel benötigte, konnte er sich auch auf dem venezianischen Markt vertraglich eine Monopolstellung im Alaunhandel zusichern lassen. Außerdem wurde ihm der Ehrentitel „Sohn von San Marco“ verliehen. Der venezianische Chronist Marin Sanudo schildert in seinen Diarii 1511 die regen Geschäfte Chigis mit dem Dogen von Venedig, der ihm gegen 2.000 Dukaten den Kirchenschatz von San Marco verpfändete. Ein Jahr vor seinem Tod räumte er der Republik Venedig noch einen Kredit von 20.000 Dukaten ein.
Man schätzte sein Vermögen in jener Zeit auf 800.000 Dukaten und sein Jahreseinkommen auf rund 70.000 Dukaten. Er soll allein mehr Silber als der gesamte römische Adel besessen haben. Republiken, Fürstentümer, Christen und Heiden, Päpste und Sultane bemühten sich gleicherweise um seine Dienste in Geldangelegenheiten und waren willens ihm das Eintreiben von Steuern und Zöllen anzuvertrauen.

## Internationaler Unternehmer
Die Handelsverbindungen in Europa und im Osmanischen Reich bildeten eines der wichtigsten Elemente in den Geschäften Agostino Chigis. Zum einen erlaubten sie ihm, mit wesentlichen und unabhängigen Gewinn außerhalb des Kirchenstaates weitere Märkte und Interessen zu erschließen, zum anderen hatte die Kurie großes Interesse an den wertvollen Handelsgütern. Sein Unternehmen hatte Niederlassungen in Alexandria, Memphis, Konstantinopel, London, Paris, Lyon, Antwerpen, daneben allein in Italien mehr als 100 Kontore. 1507 verpfändete ihm die Republik Siena auf vierzig Jahre den Hafen von Porto Ercole, womit er seinen eigenen Hafen für seine an die hundert Schiffe umfassende Handelsflotte bekam. Er erlangte das Handelsmonopol über drei wichtige Stapelwaren: Alaun, Salz und Getreide. Er unternahm selbst ausgedehnte Handelsreisen, um die Beziehungen zu seinen Handelspartnern zu vertiefen und neue Geschäfte anzubahnen. Sultan Selim I. soll Agostino edle Pferde und Hunde als Geschenk geschickt haben. Die vom „Großen Türken“ an Agostino geschickten Briefe waren an den ‘Gran Mercante di Christianità‘ (an den Großen Kaufmann der Christenheit) adressiert.

### Alaun
Im Wesentlichen verdankte Chigi seinen Reichtum den ihm seitens Alexander VI. und den folgenden Päpsten zugestandenen Abbau- und Vermarktungsrechten von Alaun, das in ungeheuren Mengen um 1460 bei Tolfa entdeckt worden war. Er beschränkte sich nicht nur auf die Gewinnung des Minerals, sondern baute die gesamte Kette des Produktionsprozesses bis zur Vermarktung des Endproduktes auf. Alaun war für die europäische Wirtschaft von grundlegender Bedeutung; Verwendung fand es in den Gerbereien, als Beize bei der Wollfärbung und in der Wundheilkunde als Adstringens. Bis dahin war es von Venedig aus Kleinasien importiert worden. Durch die vertragliche Sicherung des Hafens in Porto Ercole konnte er die Handelsrouten in ganz Europa und den Orient aufbauen und so seine Monopolstellung im Alaunhandel in erheblichem Umfang ausdehnen.

### Salz
1492 erhielt er von Papst Alexander VI. die Vermarktungsrechte für Salz übertragen. In den Salinen von Ostia, Corneto, Camposalino, Cervia und Manfredonia wurde es durch natürliche Verdunstung des Meerwassers gewonnen und entsprechend der Einwohnerzahl in alle Städte und Dörfer bis zum letzten Weiler, sowohl im Kirchenstaat als auch im Königreich Neapel, verteilt. Dafür stellten ihm sowohl der Papst und der Vizekönig von Neapel die offiziellen Einwohnerlisten zur Verfügung. Die Übertragung dieser Rechte war Ausdruck enormer Großzügigkeit oder Zeichen großer finanzieller Abhängigkeit.

### Landwirtschaftliche Produkte
1494 bis 1497 hatte er mit der Apostolischen Kammer den Vertrag über den Zoll der landwirtschaftlichen Flächen des Kirchenstaates geschlossen. Damit dominierte er den Getreidehandel und konnte auch die Bewegungen aller Viehherden kontrollieren. In diesem Zusammenhang widmete er sich auch der Bekämpfung der Straßenräuberei.

## Mäzen

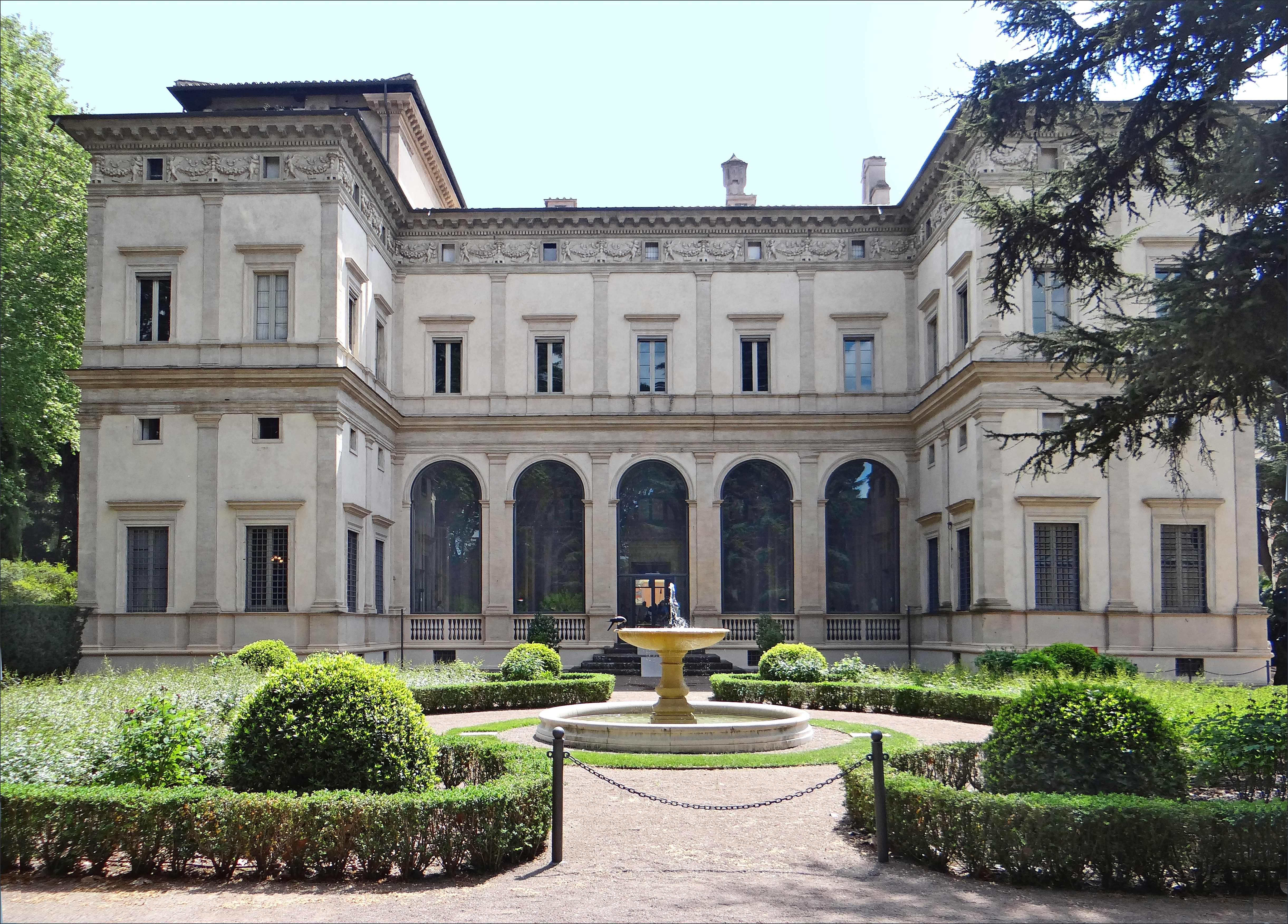
Villa Farnesina, Rom

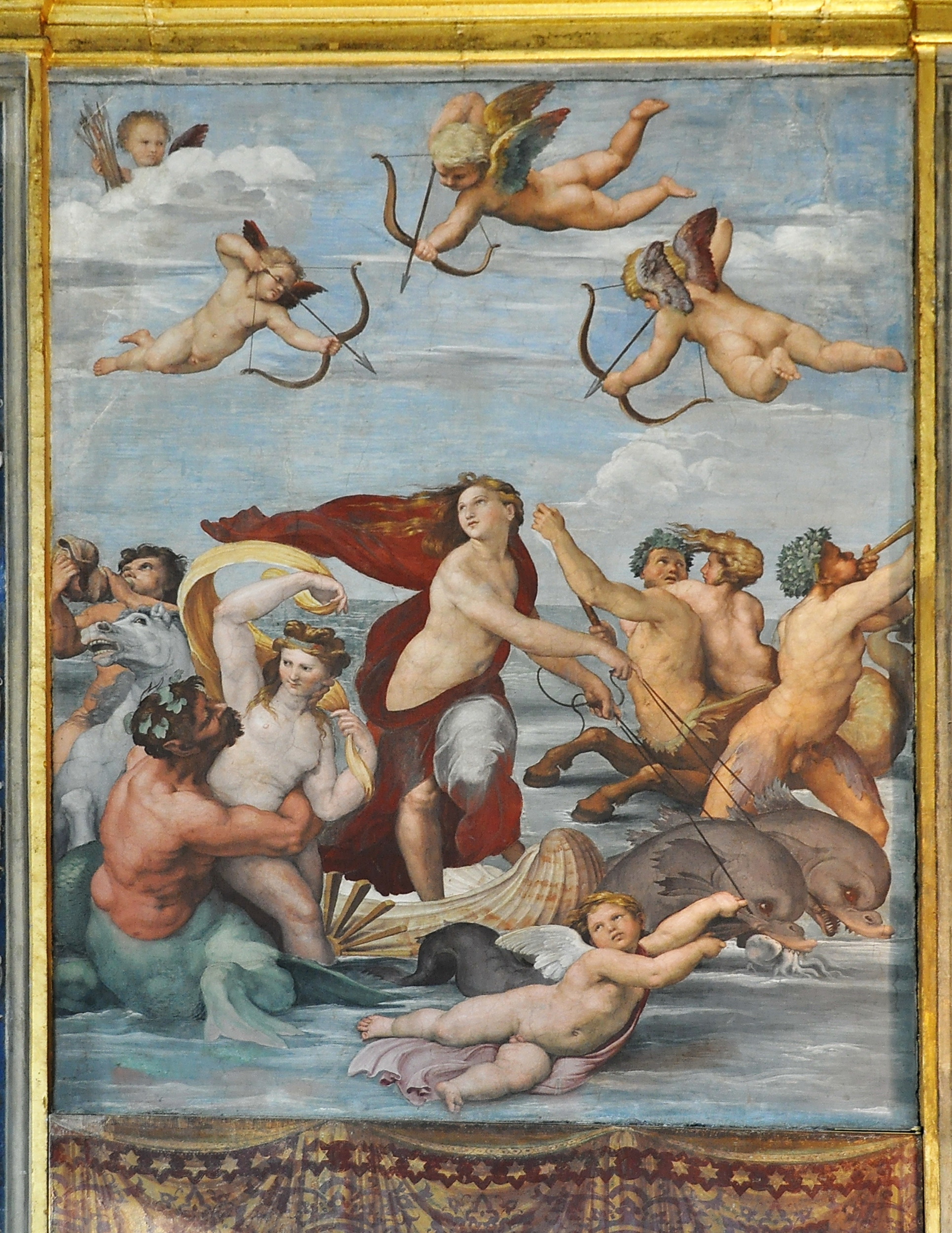
Raffael: Triumph der Galatea, Villa Farnesina

Zu den zahlreichen Künstlern, die von Agostino Chigi mit Aufträgen gefördert wurden, gehören Raffael, Giulio Romano, Giovanni da Udine, Gianfrancesco Penni, Lorenzetto, Bernardino da Viterbo, Girolamo Genga, Baldassare Peruzzi, Sebastiano del Piombo und Sodoma. Daneben waren noch zahlreiche weniger namhafte Künstler und Kunsthandwerker wie Gold- und Silberschmiede, Bildwirker, Steinmetze, Intarsienschnitzer usw. für ihn tätig.
Der Anlass, der Chigi als großen Förderer der Künste seiner Zeit berühmt machte, war der Bau seiner später Villa Farnesina genannten Villa nahe der Porta Settimiana in Trastevere, die alle anderen Villen Roms an Pracht übertreffen sollte. Mit dem Bau war Baltassarre Peruzzi beauftragt; die prachtvolle Ausstattung mit Fresken erfolgte im Wesentlichen durch Peruzzi, Raffael und seine Schüler sowie Sebastiano del Piombo und Sodoma, die teilweise sogar in der Villa wohnen durften. Für Chigi malte Sodoma auch ein Rundbild Allegorie der Liebe (heute im Louvre) und den ‘Raub der Sabinerinnen‘ auf die Vorderseite einer Truhe (heute in der Galleria Nazionale d’arte antica im Palazzo Barberini).
Zu Raffael pflegte Chigi eine besonders enge Freundschaft. Im Zuge seiner Arbeit in der Villa am Tiber gestattete Chigi dem Künstler auch, in der Villa zu wohnen. 1514 schuf er in der Kirche Santa Maria della Pace das Fresko Die Sibyllen auf dem Bogen über der Cappella Chigi. Der Entwurf der Grabkapelle für Agostino Chigi in der Kirche Santa Maria del Popolo ist eines der Meisterwerke, das Raffael im Auftrag des Mäzens ab 1513 ausführte.
Berühmte Humanisten und Literaten gehörten ebenfalls zum Freundeskreis von Agostino Chigi. Der bekannteste unter ihnen war der Verfasser der Cortigiana, Pietro Aretino, der um 1517 nach Rom kam und auf Vermittlung Chigis Zugang zum Hof Papst Leo X. erhielt. Die Literaten Egidio Gallo und Blosio Palladio verherrlichten die Villa Chigi und deren Garten, ersterer in De viridario Augustini Chigii (Der Garten des Agostino Chigi), Palladio in Suburbanum Augustini Chisii (Die Villa des Agostino Chigi). Der Antiquar Giacomo Mazzocchi veröffentlichte die von Raffael für Chigi gesammelten antiken Inschriften (Epigrammata antiquae urbis – extra portam Septimianam in domo d. Augustini Chisii de Senis).
In Tolfa ließ Chigi an der Stelle, an der Bürger an einem Baum ein Marienbild gefunden hatten, die Kirche Santa Maria della Sughera erbauen und stifte das Kloster Madonna della Sughera. Die endgültige Fertigstellung der Kirche erfolgte allerdings erst nach seinem Tod 1524 gemäß den Verfügungen in seinem Testament. Zu den weiteren luxuriösen Besitzungen Chigis in Porto Ercole und Neapel, von denen Fabio Chigi berichtet, sind keine künstlerischen Details bekannt.

## Berühmte Feste und Gastmähler
Die Feste, die Chigi veranstaltete, waren legendär. Theateraufführungen fanden häufig auf der Loggia der Villa della Farnesina statt. Gelehrte, königliche Botschafter, Fürsten und Kardinäle waren Gäste. Der prominenteste Gast war Papst Leo X. Drei Festmähler in Anwesenheit dieses Papstes sind wegen ihrer raffinierten Ideen in die Geschichte eingegangen.
- Am Freitag, den 30. April 1518, wurde im von Raffael entworfenen Marstall gefeiert. Die Pferde waren entfernt, die Wände und die Futterkrippen hinter golddurchwirkten Wandbehängen und Seidengobelins aus Belgien verborgen und der Boden mit Mosaiken geschmückt. Den Gästen wurde Musik von Theorben, Schalmeien, Gamben, Hörnern und süßesten Stimmen geboten. Die Tafel bot Überfluss an Speisen und exquisiten Fischen. In Anwesenheit von 14 Kardinälen und königlichen Botschaftern wandte sich der Papst nach dem Mahl zu Agostino: „In der Tat, Agostino, dachte ich, dass ich mit Dir vertrauter wäre.“ Agostino antwortete lächelnd: „Aber Heiliger Vater, Ihr solltet wissen, dass dies ein bescheidener Ort ist“ und enthüllte die Futterkrippen und zeigte so, dass der Saal nichts anders als sein Pferdestall war.[16]
- Wenige Monate später, veranstaltete er im Sommer in der Portikus am Tiberufer ein weiteres Festmahl anlässlich der Taufe seines Sohnes Lorenzo Leone, das nicht weniger Bewunderung auslöste: Das wertvolle Tafelsilber wurde nach dem Mahl in den Tiber geworfen. Die Gäste sollten glauben, dass das wertvolle Geschirr nur einmal verwendet würde. Vorsorglich hatte aber Chigi im Fluss Netze auslegen und das Silber wieder bergen lassen.[17]
- Am Montag, den 28. August 1519, fand im Saal der Perspektiven ein Gastmahl mit dem Papst, zwölf Kardinälen und anderen Würdenträgern statt. Das silberne Tischgeschirr eines jeden Gastes waren mit dessen eigenem eingravierten Wappen versehen und jedem Gast wurden Speisen nach der Art seiner Heimat serviert.[18]

Das letzte der überlieferten Festbankette fand am 28. August 1519 anlässlich seiner Hochzeit statt.

## Ehen, Frauen und Nachkommen
Agostino Chigi war in erster Ehe mit Margherita Sarracini (oder Saraceni) verheiratet, die 1508 nach kinderloser Ehe verstarb. Bald nach dem Tod Margheritas dürfte seine Beziehung zu der seiner Zeit wohl berühmtesten Kurtisane und schönsten Frau Roms, der Imperia Cognati begonnen haben. Agostino Chigi war ihr bedeutendster Verehrer. Imperia hat vermutlich Raffael als Modell für die Galatea in der Villa Farnesina gedient. Er finanzierte ihren aufwendigen Lebensstil; sie besaß sowohl ein Haus in Rom als auch eine Villa außerhalb der Stadt. Im Alter von 17 Jahren gebar sie eine Tochter namens Lucrezia, deren Vaterschaft er anerkannt hatte. Imperia machte Chigi zu ihrem Testamentsvollstrecker und bat ihn, für ihre Tochter eine Heirat zu arrangieren. Imperia endete tragisch durch Selbstmord. Chigi finanzierte für sie ein herrschaftliches Begräbnis und ein Grabmonument in der Kirche San Gregorio al Celio.
Eine von ihm angestrebte eheliche Verbindung mit Margherita Gonzaga die ihn in die Reihe der Familien der Hocharistokratie Italiens eingereiht hätte, scheiterte 1512 an der Ablehnung Margheritas.
Bei seinem Aufenthalt in Venedig 1511 lernte er Francesca Ordeaschi kennen, raubte sie aus dem Elternhaus und brachte sie nach Rom. Mit ihr hatte er fünf Kinder: Lorenzo Leone, Alessandro Giovanni, Margherita und Camilla; der letzte Sohn Agostino wurde erst nach seinem Tod geboren. Chigi heiratete Francesca nach sieben Jahren des gemeinsamen Lebens am 28. August 1519, seinem Namenstag, nach langem Drängen durch Papst Leo X., der die Vermählung selbst vornahm.

## Tod und Begräbnis

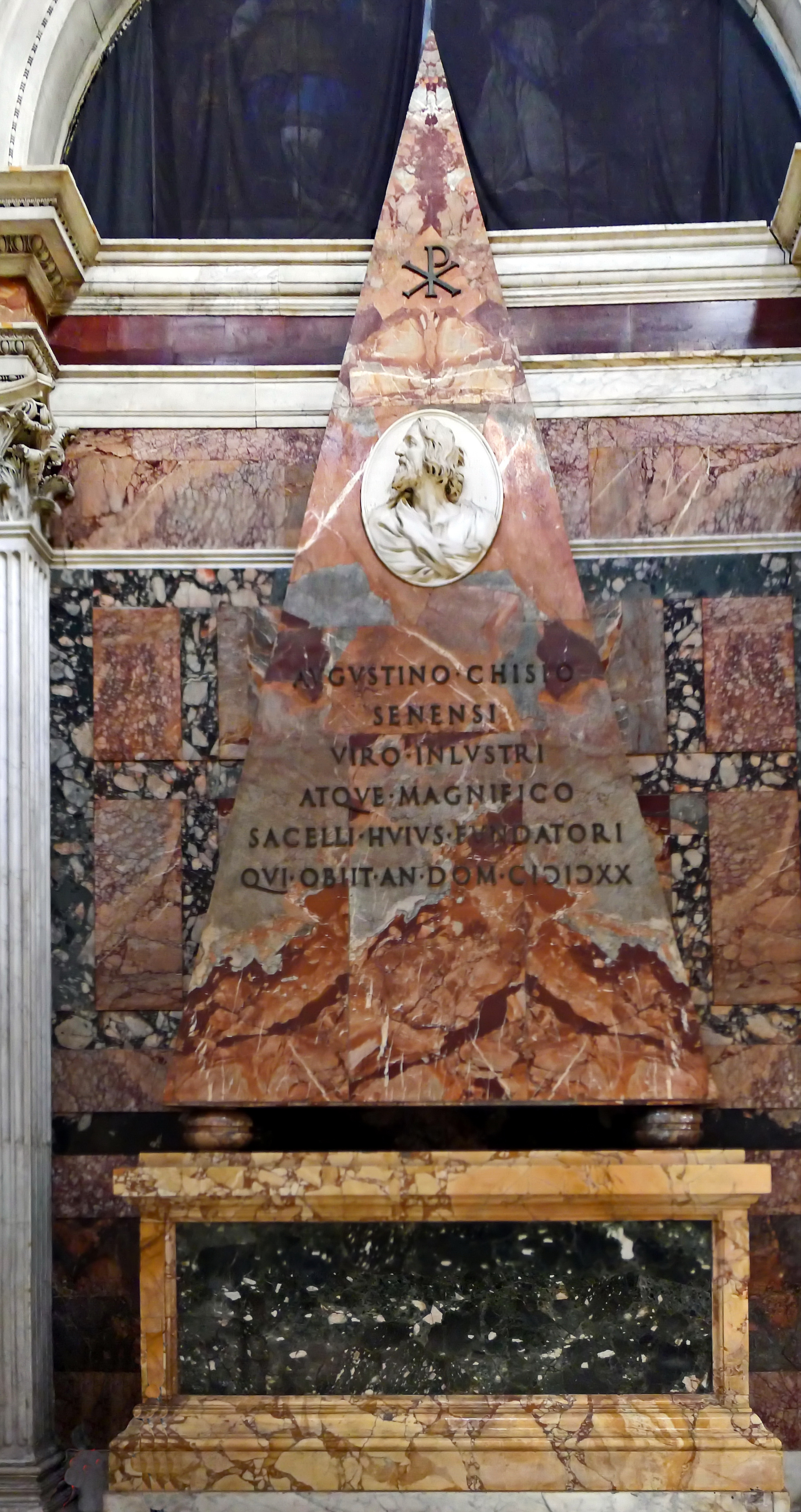
Santa Maria del Popolo: Grabmal des Agostino Chigi

Agostino Chigi verstarb am 10. oder 11. April 1520 in Rom im 55. Lebensjahr nur sieben Monate nach seiner Hochzeit und vier Tage nach Raffaels Ableben. Das ihm von Astrologen vorausgesagte 63. Lebensjahr hat er nicht erreicht.
Am darauf folgenden Tag fand der feierliche Trauerzug zur Basilika Santa Maria del Popolo statt. Die sterblichen Überreste waren auf einen mit Teppichen bedeckten Katafalk gelegt. Der Leichenzug setzte sich unter anderen aus 37 Bischöfen, vielen Ordensleuten und Weltpriestern, einer großen Anzahl von Kardinälen und 86 Karossen zusammen. Die Trauerzeremonie, würdig eines Fürsten, wurde in der Basilika gefeiert. Aufgebahrt wurde er in der Kapelle Santa Maria di Loreto (heute Cappella Chigi), die er für sich und seine Familie als Platz der letzten Ruhe bestimmt hatte. 1507 hatte Papst Julius II. in einer Bulle seinem Bankier Chigi erlaubt, diese Kapelle als Grabkapelle für sich und seine Angehörigen umzuwidmen.

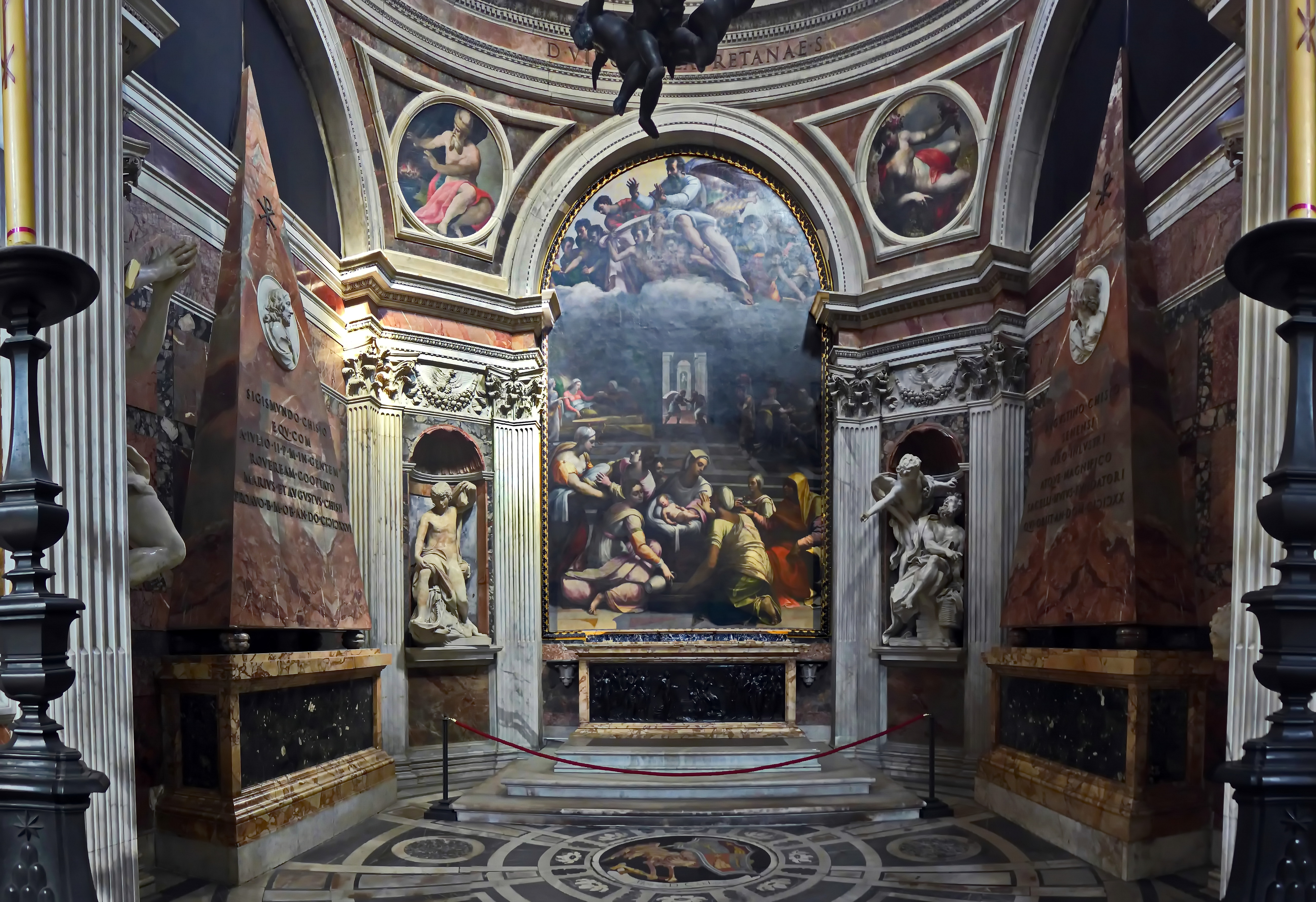
Santa Maria del Popolo: Cappella Chigi

## Testament
Am 28. August 1519 hatte Chigi nach der Eheschließung, dem Festmahl und dem Vollzug der Ehe sein Testament gemacht. Als Zeugen waren neben dem Papst, zwölf Kardinäle, vier Bischöfe, der Botschafter des Königs von Polen Sigismund I. und weitere Würdenträger anwesend.
Er verfügte zunächst die Widmung und Fertigstellung der Kapellen in den Kirchen Santa Maria del Popolo und Santa Maria della Pace sowie die Fertigstellung der Kirche Santa Maria della Sughera in Tolfa. Über die Häuser in Rom, Neapel und Porto Ercole hinaus hinterließ er seinen Söhnen Alessandro Giovanni und Lorenzo Leone zahlreiche Grundstücke, Gutshöfe, Villen, Ländereien, den Reitstall, die Rinderherden und eine Anzahl von Ämtern an der Kurie. Die wertvolle Kunstsammlung von Gemälden, antiken Skulpturen und Preziosen wurde ebenfalls den Söhnen zugesprochen. Die Töchter erhielten erhebliche Summen als Mitgift, die Ehefrau und Vormund der Kinder umfangreiche Nutzungsrechte an den Gütern. Sollten die Söhne ohne männliche Nachkommen sterben, waren per Fideikommiss die Söhne seiner Brüder Sigismondo und Francesco als Erben eingesetzt. Besonders war ihm an der Villa am Tiber gelegen, die er seinen Söhnen unter der Bedingung vererbte, diese nie zu verpfänden oder zu verkaufen. Sein Name sollte mit diesem außerordentlichen architektonischen Kunstwerk für immer in Verbindung gebracht werden. Sein Wille erfüllte sich nicht, bereits 1579 verkauften die Nachfahren die Villa an Kardinal Alessandro Farnese, dessen Familie schon lange großes Interesse an dem ihrer Vigna angrenzenden Grundstück hatte.
Das Bankhaus sollte sechs Monate nach seinem Tod abgewickelt und geschlossen werden. Auch diese testamentarische Verfügung setzen seine Erben nicht um, was nach einigen Jahren zur Insolvenz des einst legendären Bankhauses führte.